# نوچه، ویکوپیسانو
نوچه (به ایتالیایی: Noce) یک روستا در ایتالیا است که در ویکوپیسانو واقع شده‌است. نوچه ۷۷ نفر جمعیت دارد و ۹ متر بالاتر از سطح دریا واقع شده‌است.